# Orla Frøsnapper
 For alternative betydninger, se Orla Frøsnapper (flertydig). (Se også artikler, som begynder med Orla Frøsnapper)
Orla Frøsnapper er en dansk børnebog skrevet af Ole Lund Kirkegaard. Bogen blev udgivet første gang i 1969 på forlaget Gyldendal.
Bogen handler om bøllen Orla Frøsnapper, der terroriserer de andre børn i byen, men heldigvis kan de lidt mindre børn Victor og Jacob finde ud af at bringe den mindre kloge Orla i vanskeligheder.
Bogen er har dannet grundlag for en filmatisering i 2006 i en kort animationsfilm Orla Frøsnapper og i en spillefilmudgave fra 2011 under samme navn. Bogen er genudgivet flere gange og er endvidere udgivet som billedbog i 2011.